# Scrupocellaria pusilla
Scrupocellaria pusilla är en mossdjursart som först beskrevs av Smitt 1872.  Scrupocellaria pusilla ingår i släktet Scrupocellaria och familjen Candidae.
Artens utbredningsområde är Mexikanska golfen. Inga underarter finns listade i Catalogue of Life.